# Passenger 57 - Terrore ad alta quota
Passenger 57 - Terrore ad alta quota è un film d'azione del 1992 diretto da Kevin Hooks.

## Trama
Il terrorista britannico Charles Rane, noto come "The Rane of Terror", viene catturato dall'FBI e dalle autorità locali proprio mentre sta per sottoporsi a un intervento di chirurgia plastica per modificare i suoi lineamenti per evitare la cattura e il processo. L'FBI ha in programma di riportare Rane a Los Angeles a bordo di un aereo passeggeri Lockheed L-1011 Tristar, perché sia processato.
John Cutter è un agente dei Servizi Segreti degli Stati Uniti in pensione che sta tentando di riprendersi dai ricordi ossessionanti della morte di sua moglie in una rapina in un negozio di generi alimentari, e ha preso ad addestrare assistenti di volo in autodifesa, tra cui Marti Slayton. Dopo una lezione, Cutter viene avvicinato da un vecchio amico, Sly Delvecchio, che gli offre la vicepresidenza di una nuova unità antiterrorismo per la sua compagnia, Atlantic International Airlines. Cutter è riluttante, ma Delvecchio e il presidente della compagnia, Stuart Ramsey, lo convincono ad accettare l'offerta.
Cutter è il 57° passeggero su un volo Atlantic International per Los Angeles, dove Marti è una delle assistenti di volo. Rane e le sue due scorte dell'FBI sono anche loro a bordo. Dopo che il volo è decollato, diversi uomini impiegati da Rane, camuffati come assistenti di volo e passeggeri, uccidono gli agenti dell'FBI, liberano Rane e si impadroniscono dell'aereo sparando anche al capitano. Cutter, che in quel momento è in bagno, riesce a usare il telefono di bordo dell'aereo per avvertire Delvecchio della situazione, ma viene presto scoperto da uno degli scagnozzi di Rane.
Cutter ha la meglio sull'uomo e prende la sua arma; poi usa l'agente come scudo per affrontare Rane. Rane è indifferente e mostra la sua spietatezza prendendo in ostaggio un passeggero e uccidendolo senza pietà. Rane spara anche al proprio agente in un'ulteriore dimostrazione di forza. Cutter si rende conto di essere sopraffatto e fugge con Marti nella stiva dell'aereo, mettendo ko un altro degli uomini di Rane, Vincent, che è travestito da addetto al catering.
Cutter scarica il carburante dell'aereo, costringendo Rane a ordinare ai piloti sopravvissuti di atterrare in un piccolo aeroporto della Louisiana. Cutter salta dall'aereo mentre atterra, ma Marti viene catturata da Rane e tenuta a bordo. Lo sceriffo locale, il capo Leonard Biggs, arresta Cutter, pensando che sia un terrorista, e lo porta all'edificio dell'aeroporto.
Rane contatta la torre del campo e chiede il rifornimento, per il quale promette che metà dei passeggeri saranno liberati. Per ogni tre minuti di resistenza o indecisione, Rane ordinerà l'esecuzione di cinque passeggeri. Rane afferma anche che Cutter è uno dei suoi uomini che si è ribellato contro di lui. Biggs dà il via libera al rifornimento di carburante, e mentre i passeggeri vengono liberati, Rane e i suoi uomini scappano dall'aereo, dopo aver dato ordini a quelli ancora a bordo di uccidere il resto degli ostaggi se i loro piani vengono interferiti. Cutter riconosce l'uscita dei passeggeri come un diversivo, fugge dallo sceriffo e insegue Rane e i suoi uomini in una fiera locale della contea. Arrivano agenti dell'FBI e confermano la vera identità di Cutter a Biggs. Cutter è in grado di uccidere uno degli uomini di Rane e si scontra con Rane prima che la polizia arrivi e lo catturi.
Tornato alla torre, Rane annuncia che se non contatta l'aereo e non libera il volo, i suoi uomini a bordo sono stati istruiti a uccidere il resto degli ostaggi. Gli agenti dell'FBI provvedono a riportare Rane sull'aereo, scortato da due agenti, con l'intenzione di far uccidere Rane da un cecchino e permettere loro di assaltare l'aereo per salvare gli ostaggi. Tuttavia, il cecchino è Vincent, che uccide la scorta, ma viene colpito a morte da Cutter e Rane entra al sicuro. Rane ordina ai piloti di decollare, mentre Cutter, con l'aiuto di Biggs, riesce a saltare sul velivolo prima di decollare.
Dentro, Cutter affronta altri complici di Rane prima di iniziare una lotta con Rane. La loro lotta provoca la rottura di uno dei finestrini dell'aereo, facendo esplodere il portellone a causa della violenta decompressione della cabina. Cutter riesce a portare Rane vicino alla porta aperta e lo scaraventa fuori dall'aereo, facendolo precipitare verso la sua morte. L'aereo ritorna rapidamente all'aerodromo, dove gli agenti dell'FBI arrestano gli altri agenti di Rane e gli ostaggi vengono liberati. Tra congratulazioni e festeggiamenti, Marti e Cutter scappano tranquillamente in lontananza mano nella mano, ma non prima che Chief Biggs offra loro un passaggio.

## Le riprese
Sebbene presumibilmente ambientato in parte in un piccolo aeroporto della Louisiana, le riprese si sono svolte nella città natale di Snipes, a Orlando, in Florida, con l'aeroporto internazionale Orlando-Sanford in servizio all'aeroporto "Lake Lucille" in Louisiana. L'ex capannone principale e la torre di controllo dell'aeroporto erano stati utilizzati come Naval Air Station Sanford per molte scene chiave appena prima della sua demolizione dopo le riprese.

## Box office
Passenger 57 è stato pubblicato il 6 novembre 1992 e aperto al primo posto in 1.734 teatri. Le ricevute del weekend di apertura erano $ 10,513,925. Le entrate lorde nazionali finali del film sono state $ 44.065.653. Passenger 57 è uno dei film che ha lanciato la carriera di Wesley Snipes nel genere action. Grazie al successo acquisito con questo film, Wesley Snipes è stato scelto come protagonista in altri ruoli, tra cui Money Train, Drop Zone, Demolition Man, The Art of War e la trilogia di Blade.